# 康济鼐
康济鼐（藏語：ཁང་ཆེན་ནས་，威利转写：khang chen nas，藏语拼音：Khangchenne，？—1727年8月5日），清代西藏噶伦，本名索南杰波（藏語：བསོད་ནམས་རྒྱལ་པོ，威利转写：bsod nams rgyal po，藏语拼音：Sönam Gyalpo），蒙古名达钦巴都。开始是拉藏汗的大将，拉藏汗被准噶尔汗策妄阿拉布坦所杀。清军入藏逐准噶尔军，册封七世达赖。康济鼐对清朝立有大功，被任命为噶伦，阿尔布巴、隆布鼐、颇罗鼐、札尔鼐四人协助。
雍正五年（1727年）六月十八，阿尔布巴、隆布鼐、札尔鼐等联络准噶尔，谋杀了康济鼐，七月，颇罗鼐由后藏攻入拉萨，平定阿尔布巴之乱，被封为西藏郡王。
| 康济鼐 |                         |               |
| 新頭銜 | 西藏郡王 1720年－1727年 | 繼任： 颇罗鼐 |